# Reduce
REDUCE es un programa de uso general de álgebra computacional (CAS) encaminado hacia usos en física. Comenzó a ser desarrollado desde la década de 1960 por Anthony Hearn, desde enctonces, muchos científicos de todo el mundo han contribuido a su desarrollo.
Está escrito completamente en su propio dialecto del lenguaje de programación LISP, llamado Standard LISP, su sintaxis llamada RLISP es similar a Algol. Implementaciones de REDUCE han existido en una amplia variedad de computadoras, sistemas operativos y bases de LISP por décadas. Actualmente es disponible en las plataformas de Unix,  Linux, Windows, o Mac OS, usando para ellos una versión de Portable Standard LISP o una implementación Codemist Standard LISP.
Se distribuye por un coste de recuperación que usualmente ha incluido el código fuente completo, siendo una herramienta popular de investigación en el campo del álgebra computacional.